# Oberaula

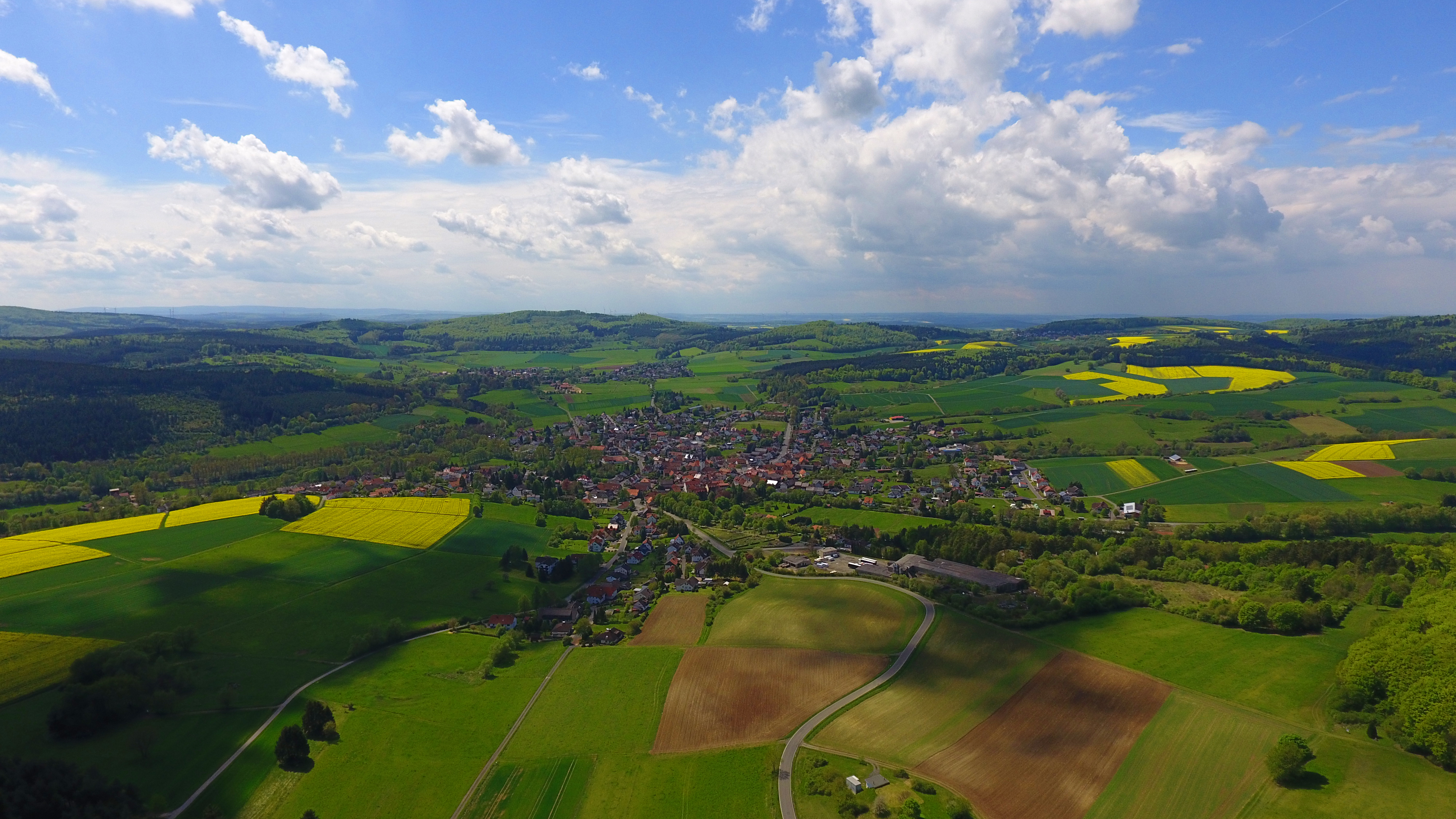
Luftaufnahme von Oberaula

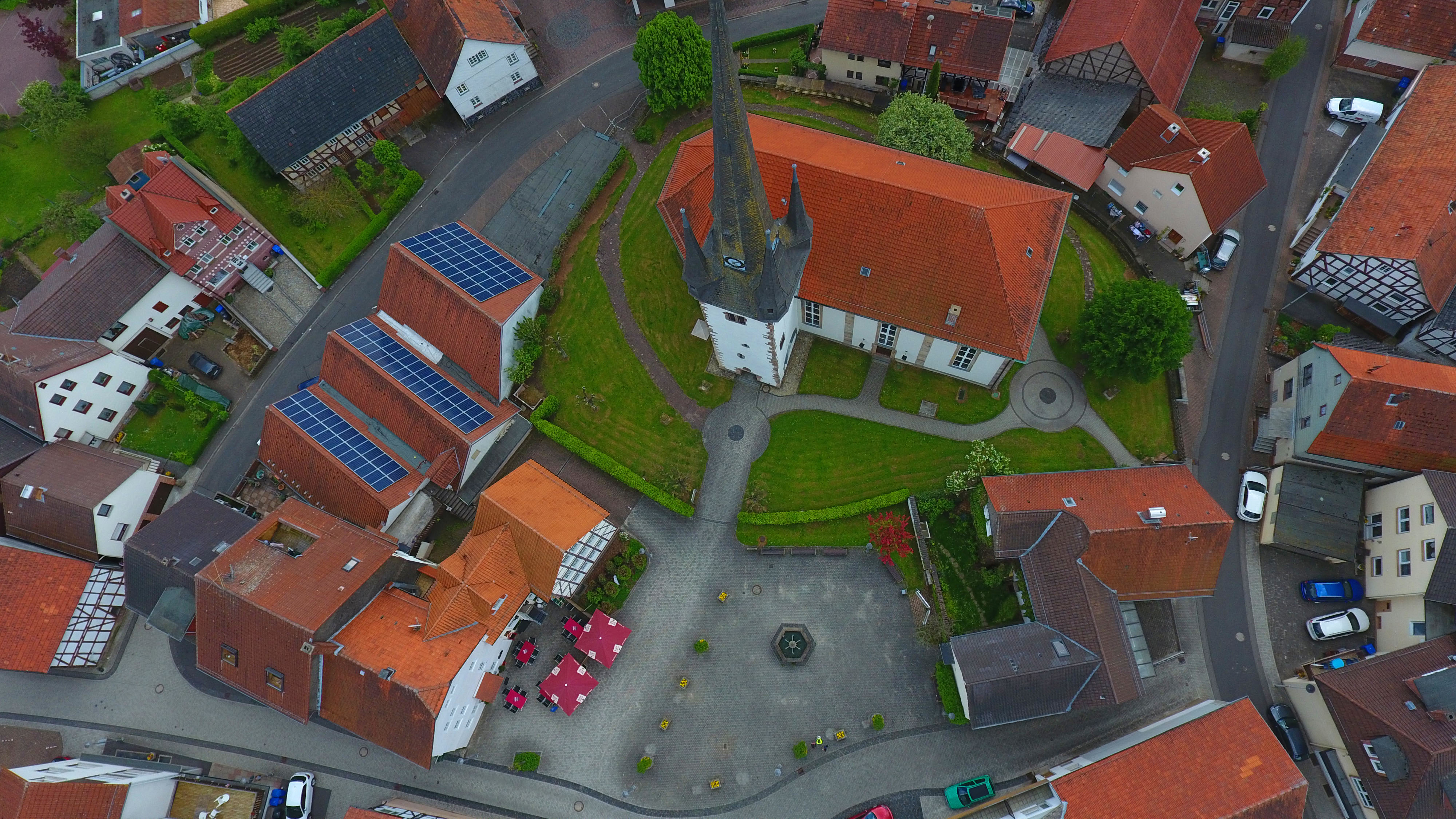
Marktplatz und Kirche von Oberaula

Oberaula ist eine Gemeinde im nordhessischen Schwalm-Eder-Kreis.

## Geographie

### Geographische Lage
Oberaula liegt am Südhang des Knüllgebirges im oberen Aulatal und dessen Nebentälern. Die nächstgelegenen größeren Städte sind Bad Hersfeld (etwa 25 km östlich gelegen), Schwalmstadt (etwa 24 km westlich gelegen), Homberg (Efze) (etwa 26 km nördlich gelegen) und Alsfeld (etwa 21 km südwestlich gelegen).

### Nachbargemeinden
Oberaula grenzt im Nordosten an Neuenstein, im Osten an Kirchheim, im Südosten an  Breitenbach am Herzberg (alle drei im Landkreis Hersfeld-Rotenburg), im Südwesten an Ottrau, im Westen an die Stadt Neukirchen sowie im Norden an die Stadt Schwarzenborn (alle drei im Schwalm-Eder-Kreis).

### Gemeindegliederung
Die Gemeinde besteht aus den sechs Ortsteilen Oberaula (Sitz der Gemeindeverwaltung), Friedigerode, Hausen, Ibra, Olberode und Wahlshausen.

## Geschichte
Oberaula wurde um 856 das erste Mal als Ovilah (übersetzt etwa: „der Ort in einer feuchten Flussaue“ oder „der Ort am Eulenwasser“) erwähnt.
Der Ortsteil Hausen wurde im Jahre 1160 das erste Mal erwähnt. Im Ortsteil Hausen stand schon früh eine Wasserburg der Abtei Fulda, auf deren Resten dann die Freiherren von Dörnberg im Jahre 1674 ihr Renaissanceschloss bauten.
Während der Zeit des napoleonischen Königreichs Westphalen (1807–1813) war Oberaula Hauptort des Kantons Oberaula und Sitz des Friedensgerichts. Bis 1945 bestand das Amtsgericht Oberaula.
Die Jüdische Gemeinde Oberaula bestand vom 17. Jahrhundert bis in die Zeit des Nationalsozialismus. Die Synagoge Oberaula, 1837 eingeweiht, wurde während der Novemberpogrome 1938 verwüstet; das Gebäude wurde 1969 abgebrochen.

## Hessische Gebietsreform
Im Rahmen der Gebietsreform in Hessen schlossen sich am 1. April 1972 die Orte Oberaula und Hausen zur Gemeinde Oberaula zusammen. Am 1. Januar 1974 folgte die Bildung der Großgemeinde Oberaula, durch Zusammenschluss der Gemeinden Oberaula, Friedigerode, Ibra, Olberode und Wahlshausen kraft Landesgesetz. Für alle ehemals selbstständigen Gemeinden wurden Ortsbezirke eingerichtet.
Der Plan einer Fusion der Gemeinden Oberaula und Ottrau und der Stadt Neukirchen wurde durch Bürgerentscheid vom 9. Juni 2024 in allen drei Gemeinden mehrheitlich abgelehnt.

## Politik

### Gemeindevertretung
Die Kommunalwahl am 14. März 2021 lieferte folgendes Ergebnis, in Vergleich gesetzt zu früheren Kommunalwahlen:
| Gemeindevertretung – Kommunalwahlen 2021 | Gemeindevertretung – Kommunalwahlen 2021                     |
| --- | ------------------------------------------------------------ |
| Stimmenanteil in %Wahlbeteiligung 57,2 % 706050403020100 52,4 (−9,7)33,2 (−4,7)14,4 (n. k.) CDUSPDFLOc20162021Anmerkungen:c Freie Liste Oberaula | SitzverteilungInsgesamt 23 Sitze - SPD: 8 - FLO: 3 - CDU: 12 |

| Parteien und Wählergemeinschaften | Parteien und Wählergemeinschaften           | % 2021 | Sitze 2021 | % 2016 | Sitze 2016 | % 2011 | Sitze 2011 | % 2006 | Sitze 2006 | % 2001 | Sitze 2001 |
| --------------------------------- | ------------------------------------------- | ------ | ---------- | ------ | ---------- | ------ | ---------- | ------ | ---------- | ------ | ---------- |
| CDU                               | Christlich Demokratische Union Deutschlands | 52,4   | 12         | 62,1   | 14         | 59,9   | 14         | 50,7   | 12         | 45,1   | 10         |
| SPD                               | Sozialdemokratische Partei Deutschlands     | 33,2   | 8          | 37,9   | 9          | 40,1   | 9          | 49,3   | 11         | 45,4   | 11         |
| FLO                               | Freie Liste Oberaula                        | 14,4   | 3          | —      | —          | —      | —          | —      | —          | —      | —          |
| FWGO                              | Freie Wählergemeinschaft Oberaula           | —      | —          | —      | —          | —      | —          | —      | —          | 9,5    | 2          |
| Gesamt                            | Gesamt                                      | 100,0  | 23         | 100,0  | 23         | 100,0  | 23         | 100,0  | 23         | 100,0  | 23         |
| Wahlbeteiligung in %              | Wahlbeteiligung in %                        | 57,2   | 57,2       | 60,4   | 60,4       | 59,1   | 59,1       | 55,9   | 55,9       | 66,0   | 66,0       |

### Bürgermeister
Nach der hessischen Kommunalverfassung wird der Bürgermeister für eine sechsjährige Amtszeit gewählt, seit dem Jahr 1993 in einer Direktwahl, und ist Vorsitzender des Gemeindevorstands, dem in der Gemeinde Oberaula neben dem Bürgermeister ehrenamtlich ein Erster Beigeordneter und sieben weitere Beigeordnete angehören. Bürgermeister ist seit dem 17. Mai 2010 Klaus Wagner (CDU). Er wurde als Nachfolger von Karl-Heinz Vestweber (SPD), der nach zwei Amtszeiten nicht mehr kandidiert hatte, am 27. September 2009 im ersten Wahlgang bei 82,3 Prozent Wahlbeteiligung mit 62,2 Prozent der Stimmen gewählt. Es folgten zwei Wiederwahlen, jeweils ohne Gegenkandidaten, zuletzt im September 2021.
Amtszeiten der Bürgermeister
- 2010–2029 Klaus Wagner (CDU)[10]
- 1998–2010 Karl-Heinz Vestweber (SPD) (1947–2017)[11]

### Wappen
Blasonierung: „In Blau ein goldener Dreiberg im Schildfuß, darin ein dreiblättriger grüner Eichenbruch. Auf dem Dreiberg eine rotbewehrte silberne Eule, begleitet von je drei sechsstrahligen silbernen Sternen.“
Die blaue Hintergrundfarbe stammt aus einer alten Überlieferung, in der eine blaue Fahne erwähnt wird. Die Eule steht für Oberaula und die sechs Sterne stehen für die Ortsteile der Gemeinde. Die Sterne wurden gewählt, weil die Grafen von Ziegenhain, die einen Stern in ihrem Wappen führten, hier über Jahrhunderte viel Einfluss hatten. Der Dreiberg steht für das Knüllgebirge, in dem die Gemeinde liegt, und der Eichenbruch zeigt die Zugehörigkeit zum ehemaligen Fremdenverkehrsverband Kurhessen–Waldeck an.

### Gemeindepartnerschaften
Das französische Marsanne ist seit 1996 die Partnerstadt von Oberaula.

## Kultur und Sehenswürdigkeiten

### Bauwerke

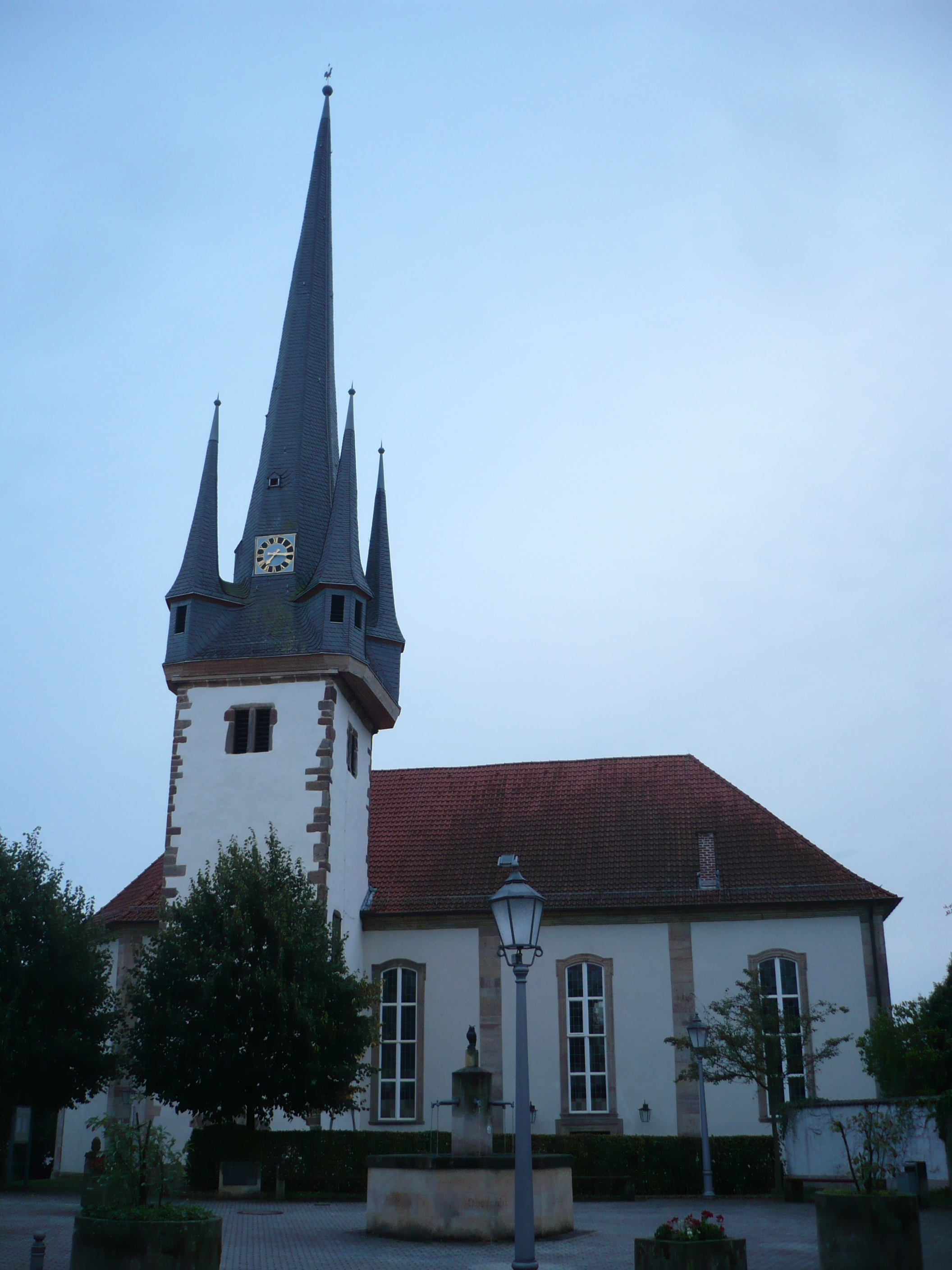
Kirche mit Turm aus dem 15. Jahrhundert

- Evangelische Kirche Oberaula (Schiff von 1717) mit Turm aus dem 15. Jahrhundert (Spitzhelm und vier Ecktürmchen)
- Kirche Hausen
- Schloss Hausen von 1674

### Naturdenkmäler
- Eiche bei Oberaula mit einem Brusthöhenumfang von 6,10 m (2014).[14]

## Verkehr
Oberaula liegt an der Bundesstraße 454, die die Gemeinde an das überregionale Straßennetz anbindet. Insbesondere ist hier das in etwa 10 km Entfernung gelegene Kirchheimer Dreieck der A 7 und der A 4 zu erwähnen.
Der Öffentliche Nahverkehr wird durch den Nordhessischen Verkehrs Verbund (NVV) gewährleistet.
Die Knüllwaldbahn, über die die Gemeinde an das Schienennetz angebunden war, gibt es seit 1984 nicht mehr. Die nächstgelegenen Bahnhöfe sind Bad Hersfeld, Schwalmstadt und Homberg/Efze (stillgelegt).
Die ehemalige Bahnlinie wurde zu einem Radweg umgebaut, der von Treysa bis an die Grenze zum Landkreis Hersfeld-Rotenburg verläuft.

## Persönlichkeiten
- Wilhelm Caspar Ferdinand Freiherr von Dörnberg (1768 auf Schloss Hausen–1850), General und Freiheitskämpfer
- Hans Dippel (1893 in Oberaula–1945),  Politiker (NSDAP) und SA-Führer
- Marga Spiegel (1912 in Oberaula–2014), Holocaust-Überlebende und Autorin